# Fiat CR.32
Fiat CR.32 Freccia (pol. Strzała) – włoski samolot myśliwski z lat 30. XX w., wykorzystywany podczas wojny domowej w Hiszpanii oraz w początkach II wojny światowej.

## Historia
Inżynier Celestino Rosatelli, po zakończeniu prac nad CR.30, przystąpił do opracowania nowego samolotu myśliwskiego. Konstrukcja była zmniejszoną wersją poprzednika o poprawionej aerodynamice, szczegóły konstrukcji zostały dopracowane po licznych badaniach w tunelu aerodynamicznym. W porównaniu do poprzednika rozpiętość skrzydeł została zmniejszona o metr, a kadłub został skrócony o 40 cm. Do napędu zastosowano sprawdzony w CR.30 silnik Fiat A.30RA, który poddano drobnym modyfikacjom.
Włoskie Ministerstwo Lotnictwa zamówiło budowę prototypu, który pilot doświadczalny Brach Papa oblatał 28 kwietnia 1933 roku. Próby zakończyły się powodzeniem, samolot został przekazany do testowania do jednostki doświadczalnej. W 1934 roku zakończono badania i Ministerstwo Lotnictwa złożyło zamówienie na produkcję seryjną CR.32. Pierwsza seria, licząca 50 egzemplarzy, została zbudowana w okresie od marca do sierpnia 1934 roku.
W 1936 roku samolot poddano modyfikacji uzbrojenia, do posiadanych dwóch karabinów maszynowych Breda-SAFAT kal. 12,7 mm zamontowanych na grzbiecie kadłuba dodano dwa 2 karabiny maszynowe Breda-SAFAT kal. 7,7 mm zamocowane na dolnym płacie. Został dostosowany do przenoszenia bomby o wadze 200 kg lub dwóch po 100 kg. Wzrost masy myśliwca próbowano zrekompensować poprzez montaż mocniejszego silnika FIAT A.30RAbis, jednakże przyrost mocy nie zrekompensował wzrostu masy samolotu i osiągi uległy pogorszeniu. Tak zmodyfikowaną wersję oznaczono jako CR.32bis i skierowano do produkcji seryjnej. W okresie od 1936 do lipca 1937 roku wyprodukowano 283 egzemplarze tej wersji.
Na bazie doświadczeń z wojny domowej w Hiszpanii przystąpiono do opracowania kolejnej wersji samolotu. Wzmocnieniu uległa konstrukcja płatowca, tak aby zwiększyć wytrzymałość konstrukcji i dostosować go do wymogów walki manewrowej oraz do korzystania z lotnisk polowych. Zrezygnowano z dodatkowych karabinów maszynowych montowanych na dolnym skrzydle uznając, że dwa kadłubowe km dają wystarczającą siłę ognia. Do grudnia 1937 roku wyprodukowano 150 egzemplarzy zmodyfikowanego samolotu, oznaczonego jako CR.32ter.
Kolejną wersją rozwojową był CR.32quater. W nowej wersji zmodyfikowano i przesunięto wiatrochron oraz zastosowano nowy celownik lunetkowy. Reszta konstrukcji, napęd i uzbrojenie pozostało bez zmian. Samolot mógł przenosić ładunek bombowy o łącznej masie 100 kg. Była to najliczniej produkowana wersja, do października 1939 roku wyprodukowano 337 egzemplarze. CR.32quater były używane w Afryce Północnej, gdzie zmodyfikowano ich konstrukcję dodając dodatkowe chłodnice umożliwiające ich eksploatację w warunkach tropikalnych. Dla ułatwienia operowania z lotnisk polowych demontowano w jednostkach owiewki kół.
CR.32 były najliczniej stosowanym samolotem myśliwskim we włoskim lotnictwie w momencie przystąpienia Włoch do II wojny światowej, Regia Aeronautica dysponowała 324 maszynami tego typu w jednostkach bojowych. Ze względu na dużą zwrotność oraz mocną konstrukcję kadłuba był lubiany przez pilotów. W maju 1941 roku rozpoczęto wycofywanie CR.32 z jednostek bojowych i przeniesiono go do zadań szkolnych, gdzie był wykorzystywany do chwili podpisania zawieszenia broni 3 września 1943 roku.
Łącznie wyprodukowano 1212 egzemplarzy CR.32, 100 egzemplarzy zbudowały na licencji zakłady Hispano-Suiza .

## Wersje rozwojowe
Na bazie CR.32 stworzono kilka prototypów kolejnych myśliwców. Po zastosowaniu silnika A33RC.35 o mocy 700 KM skonstruowano maszynę oznaczoną jako Fiat CR.33. Modyfikacji i wzmocnieniu uległo podwozie i uzbrojenie, samolot miał poprawione osiągi. Mimo tego dowództwo Regia Aeronautica nie było zainteresowanie konstrukcją, zdecydowano się na zakup Fiata G.50.
Innymi konstrukcjami powstałymi na bazie CR.32 były: CR.40, CR.40bis oraz CR.41. Były to konstrukcje powstałe w odpowiedzi na zapotrzebowanie zgłoszone przez włoskie Ministerstwo Lotnictwa poszukujące samolotu myśliwskiego napędzanego chłodzonym powietrzem silnikiem gwiazdowym. Bez zmian pozostał natomiast kadłub, podwozie, usterzenie oraz uzbrojenie. Przebudowano zabudowę silnika oraz górny płat. Z uwagi na brak zainteresowania wojska projekty zostały zarzucone na wczesnym etapie.

## Użytkownicy zagraniczni

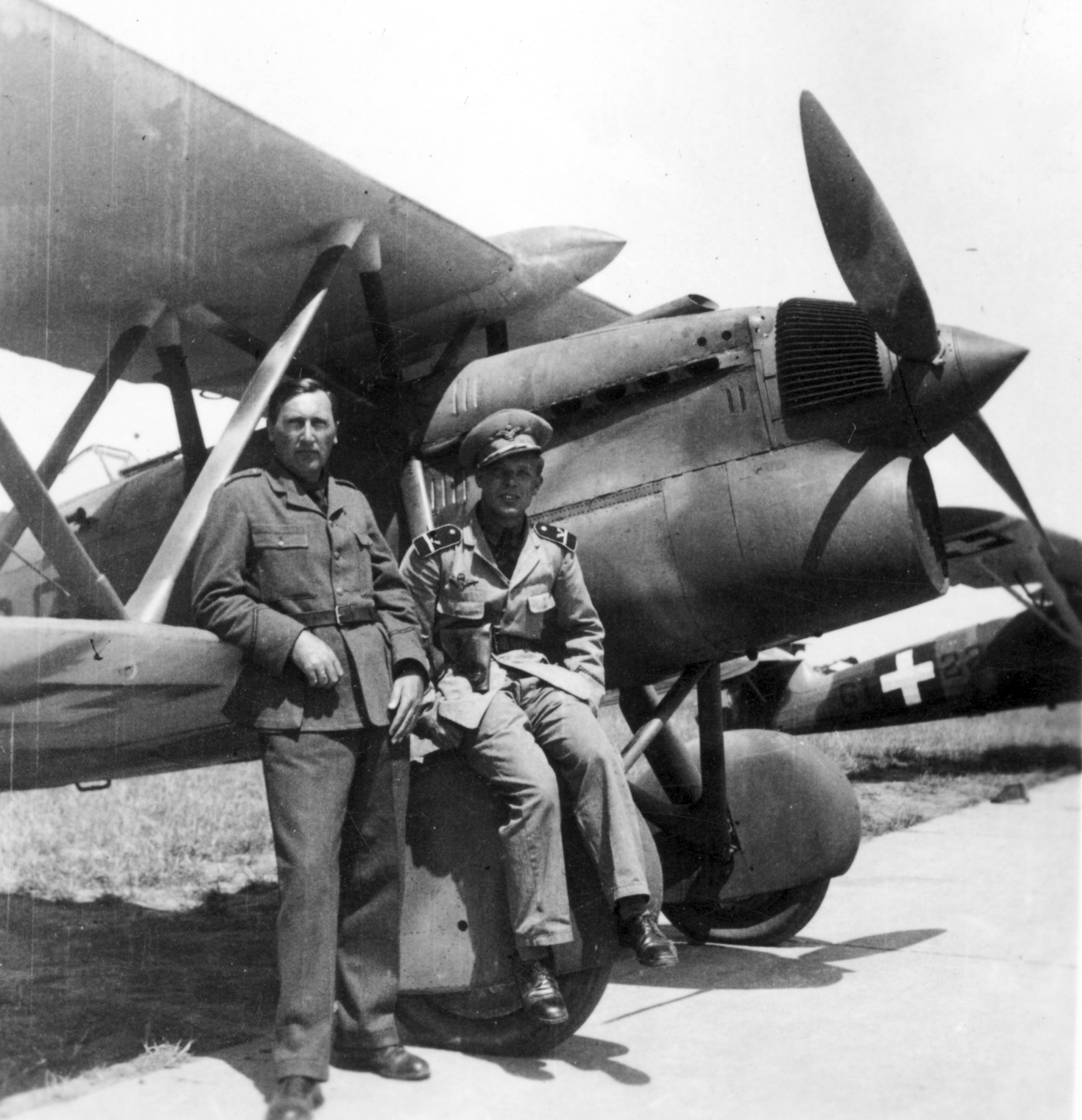
CR.32 lotnictwa Węgier

Samolot był eksportowany do wielu krajów i używany przez siły lotnicze Austrii (45 egz.), Chin (9 egz.), Niemiec (45 egz.), Węgier (ok. 110 egz.), Paragwaju (5 egz.), Hiszpanii i Wenezueli (9 egz.) .
Samolot wzbudził zainteresowanie Chin, które w 1933 roku zamówiły 16 egzemplarzy (dostarczono 9). W egzemplarzach seryjnych dokonano modyfikacji zgodnych z życzeniem zamawiającego – samoloty wyposażono w radiostację oraz światła pozycyjne. Zmianie uległo uzbrojenie, samolot wyposażono w dwa karabiny maszynowe Vickers kal. 7,7 mm. Armia chińska miała problemy z użytkowaniem tych samolotów wynikające ze stosowania do zasilania silnika mieszanki benzyny z benzenem i alkoholem, która była trudno dostępna w Chinach.
Kolejnym zagranicznym odbiorcą CR.32 były Węgry, które zakupiły 76 i 36 egzemplarzy w 1936 i 1941 roku. Węgierskie Siły Powietrzne użyły ich bojowo 14 marca 1939 roku kiedy wojska węgierskie zaatakowały Czechosłowację podczas konfliktu o Ruś Zakarpacką. Węgierskie CR.32 zniszczyły bez strat własnych dziewięć samolotów Avia B-534 i Letov Š-328 czechosłowackiej armii. W późniejszych latach lotnictwo Węgier otrzymało z Niemiec samoloty wcześniej wykorzystywane przez siły powietrzne Austrii. Po wprowadzeniu do węgierskiego lotnictwa nowocześniejszych samolotów Fiat CR.42 i Reggiane Re.2000, CR.32 został przesunięte do szkół lotniczych.
W 1937 roku, w ramach Międzynarodowego Kongresu Lotnictwa Ameryki im. Geo Chaveza, samolot został zaprezentowany w Ameryce Południowej i wzbudził zainteresowanie Paragwaju i Wenezueli. Niewielką liczbę egzemplarzy (w wersjach CR.32bis, -ter i -quater) wyeksportowano do tych krajów. Zostały użyte bojowo w końcowych etapach wojny o Gran Chaco między Paragwajem i Boliwią. Również w 1937 roku z 11 CR.32 utworzono we Włoszech zespół akrobacyjny, który prezentował się na pokazach lotniczych w Stanach Zjednoczonych i krajach Ameryki Południowej. W 1938 roku prezentacje odbyły się w Zurychu i Budapeszcie. Dwanaście samolotów CR.30 i CR.32 zakupiła Austria, a po Anschlussie w 1938 roku zostały przejęte przez Luftwaffe, gdzie używano ich jako maszyn szkolnych.
W zakładach Hispano-Suiza wyprodukowano ok. 100 egzemplarzy CR.32quater, które otrzymały nazwę HA-132-L Chirri (hiszp. Świerszcz). Eksploatowano je do 1953 roku, część została przerobiona na dwustery i była wykorzystywana do szkolenia.

## Użycie bojowe

### Wojna domowa w Hiszpanii

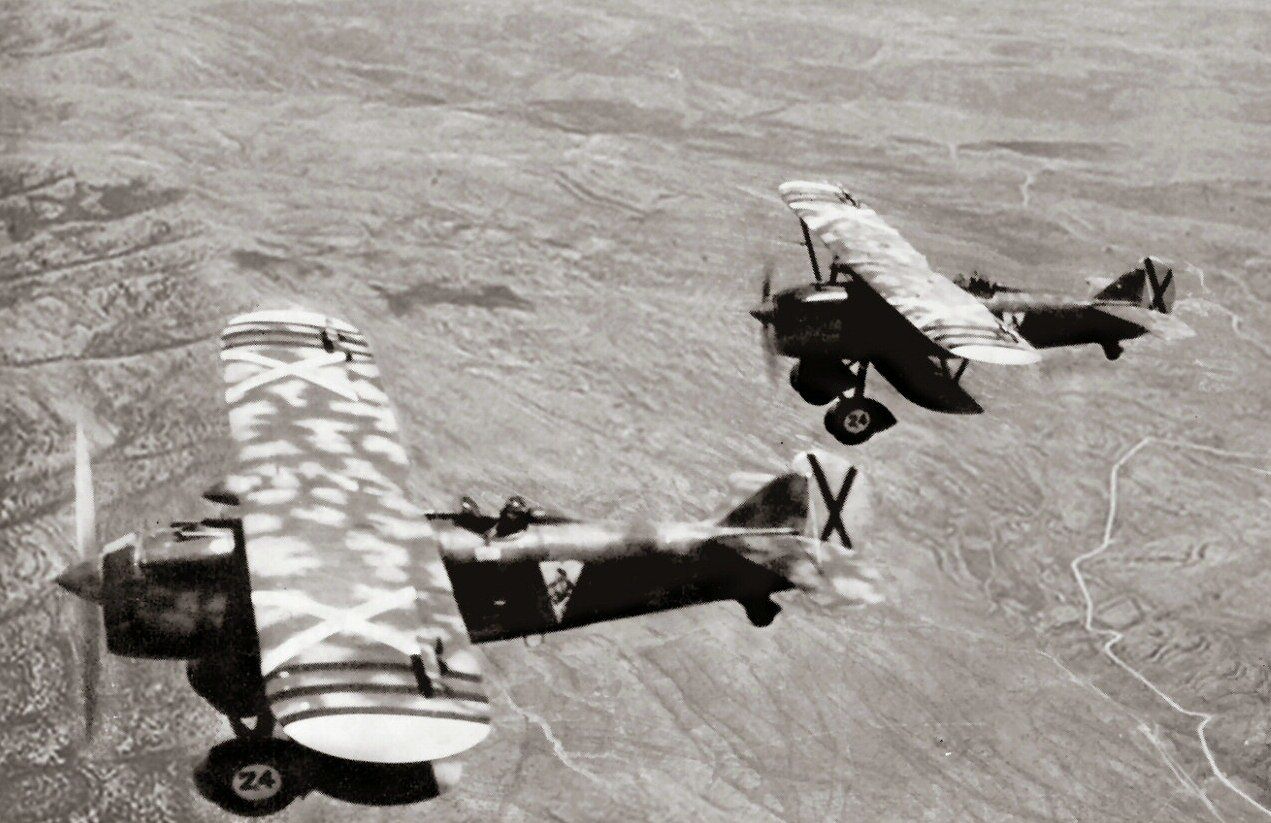
CR.32 z grupy myśliwskiej „Cucaracha” w locie

13 sierpnia 1936 roku dwanaście samolotów CR.32 wraz z pilotami i obsługą techniczną przypłynęło na pokładzie transportowca SS „Nereid” do portu Melilla. Z tych samolotów została utworzona jednostka 1° Escuadrila de Caza de la Aviación de El Tercio, którą dowodził Capitano Vincenzo Dequal. Pierwsza walka z udziałem włoskich myśliwców miała miejsce 21 sierpnia i zakończyła się zestrzeleniem republikańskiego myśliwca Hispano-Nieuport Ni-52. Kolejne zestrzelenia uzyskano w następnych dniach. Jednostka wzięła udział w bitwie o Madryt. W październiku liczba CR.32 wykorzystywanych bojowo wzrosła do 36 maszyn. W trakcie następnych dni włoscy piloci wykonali szereg lotów bojowych podczas których walczyli z lotnictwem republikańskim i wykonywali ataki szturmowe na republikańskie lotniska. Spowodowało to liczne straty, w połowie października do lotu były zdolne jedynie dwa CR.32. Dominacja myśliwców CR.32 zakończyła się w listopadzie 1936 roku, kiedy to po stronie republikańskiej wprowadzono do użycia samoloty I-15 i I-16, które nawiązały równorzędną walkę z CR.32 i zadały im szereg strat.
Po utworzeniu w grudniu 1936 roku Włoskiego Korpusu Ochotniczego do Hiszpanii zostały skierowane myśliwce CR.32 z XXIII° Gruppo Asso di Bastoni i VI° Gruppo Gamba di Ferro. Samoloty CR.32 otrzymała również zorganizowana na Balearach Squadriglia Aut. Mitragliamento Frecce, której zadaniem była osłona przelotów samolotów bombowych i transportowych. Ogółem użyto w walce 405 CR.32, z których utracono 73.

### II wojna światowa

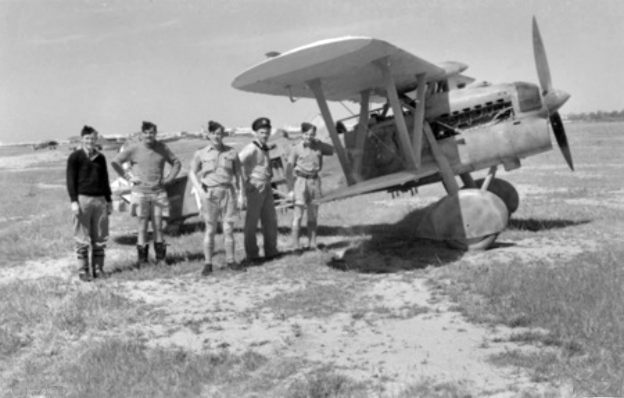
Fiat CR.32 zdobyty przez Brytyjczyków w Libii

W maju 1939 roku Regia Aeronautica dysponowała 324 myśliwcami CR.32 stacjonującymi we Włoszech, Afryce Północnej i Wschodniej. Na początku czerwca 1940 roku liczba ta spadła do 177 egzemplarzy. Pierwsze użycie bojowe myśliwców nastąpiło 11 czerwca 1940 roku, kiedy to sześć CR.32 przechwyciło formację bombowców Bristol Blenheim atakujących lotnisko w El Adem. Włosi zniszczyli dwa bombowce bez strat własnych. Na późniejszym etapie działań w Afryce Północnej samoloty CR.32 zostały przesunięte do ataków na cele naziemne.
17 czerwca 1940 roku samoloty CR.32 zmierzyły się na terenie afrykańskich kolonii Włoch z siłami lotniczymi Związku Południowej Afryki. Zaatakowały formację Junkersów Ju 86 eskortowaną przez Hawker Hurricane, w wyniku walki zniszczono jednego Ju 86 i Hurricana. W inwazji na Grecję samoloty CR.32 zostały wykorzystane w niewielkiej liczbie, użyto ok. 25 samolotów. Podczas ataku na Kretę stany jednostek uzupełniono ośmioma maszynami. Personel techniczny miał problemy z utrzymaniem samolotów w linii z powodu braku części zamiennych i wyposażenia. Liczba CR.32 używanych bojowo stopniowo się zmniejszała, ostatni był używany w tym rejonie do kwietnia 1941 roku. Zostały wycofane z użycia bojowego i przekazane do szkolnictwa.

## Konstrukcja

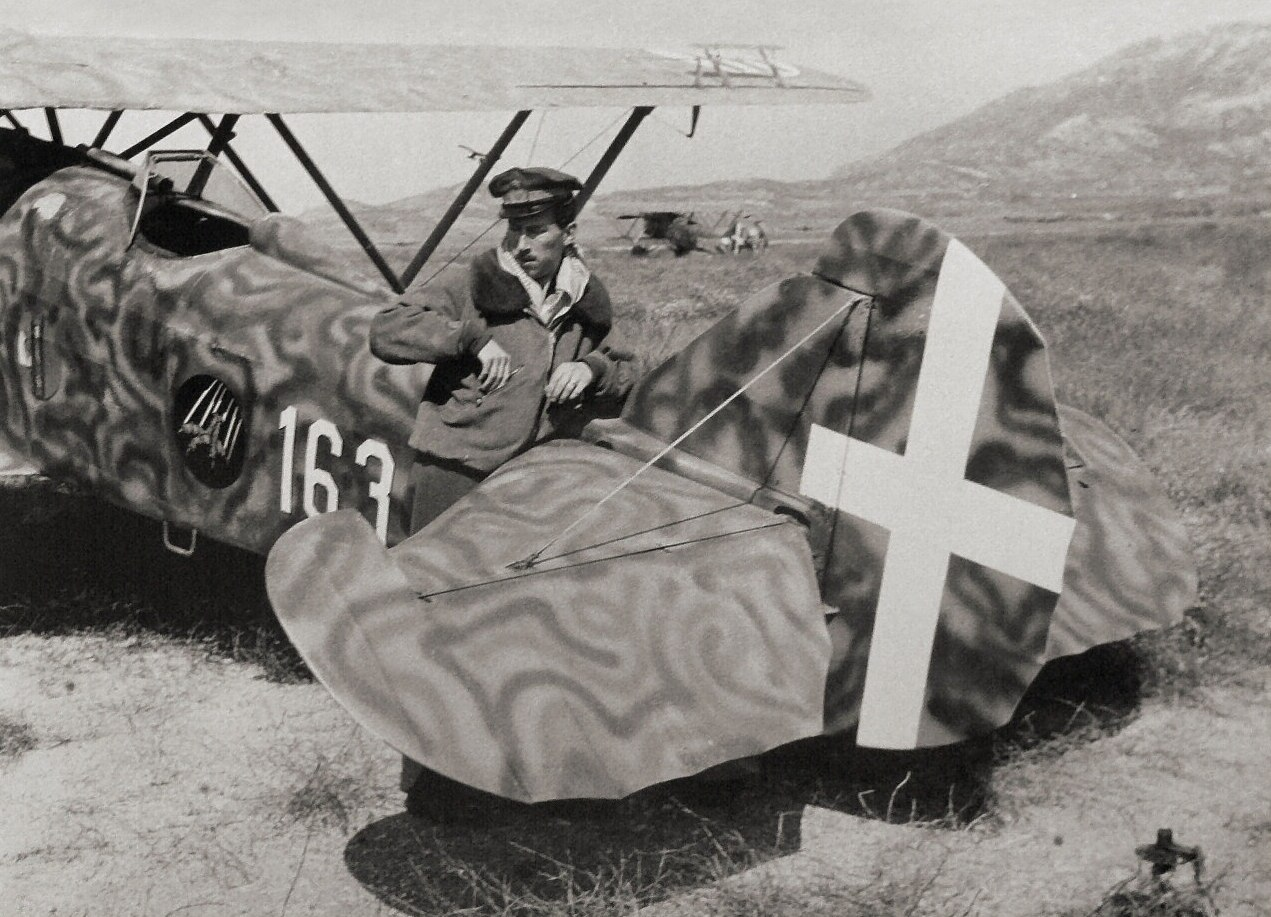
Fiat CR.32 w Grecji

Kadłub o konstrukcji podłużnicowej z czterema podłużnicami, usztywniony trójkątnym ożebrowaniem. Kryty od silnika do kokpitu, górnej części kadłuba oraz rejon kółka ogonowego wykonane z blachy aluminiowej. Reszta kadłuba kryta płótnem. Kabina pilota otwarta, osłonięta wiatrochronem.
Skrzydła o konstrukcji dwudźwigarowej, dźwigary wykonane z rur aluminiowych. Na górnym płacie były umieszczone lotki i dodatkowy zbiornik paliwa o pojemności 25 litrów. Konstrukcja skrzydeł metalowa, pokrycie płócienne. Komora płatów usztywniona zastrzałami mocowanymi do dźwigarów, centropłat przymocowany do kadłuba dodatkowymi zastrzałami w kształcie litery N. Na lewym górnym płacie montowano fotokarabin OMI EM.62.
Usterzenie klasyczne, statecznik pionowy wykonany jako integralna część kadłuba, statecznik poziomy dwudzielny usztywniony zastrzałami.
Podwozie stałe, trzypunktowe z kółkiem ogonowym. Amortyzowane hydrauliczne, koła wyposażone w hamulce pneumatyczne, osłonięte owiewkami.